# Lwazi Mvovo
Lwazi Ncedo Mvovo (Umtala, 3 giugno 1986) è un rugbista a 15 sudafricano, tre quarti ala degli Sharks in Super Rugby e dei Natal Sharks in Currie Cup.

## Biografia
Mvovo, che si formò scolasticamente alla Maria Louw High di Queenstown, iniziò a giocare a rugby relativamente tardi, a 11 anni e contro il parere di sua madre, che temeva infortuni seri a causa dei contatti previsti dalla disciplina.
Originariamente dedito al calcio, infatti, fu indirizzato al rugby da un ex giocatore che insegnava nella scuola, in virtù delle sue doti atletiche e di velocità.
Dopo le superiori entrò nell'accademia degli Sharks debuttando nel campionato provinciale con la formazione di Natal e, nel 2008, venendo aggregato alla squadra di Super Rugby per cui esordì nel 2009.
Il debutto negli Springbok avvenne a Edimburgo nel novembre 2010 contro la Scozia ma dopo alcuni incontri internazionali non fu selezionato per la Coppa del Mondo di rugby 2011 e stette fuori dalla Nazionale per circa tre anni; fu richiamato solo a metà 2014 e prese parte ai test match di fine anno, al Championship 2015 e a seguire alla Coppa del Mondo di rugby 2015 in cui il Sudafrica si classificò terzo.

## Palmarès
- Currie Cup: 4
Natal Sharks: 2008, 2010, 2013, 2018